# Liste des évêques de Lira
La liste des évêques de Lira recense les noms des évêques qui se sont succédé sur le siège épiscopal de Lira en Ouganda depuis la création du diocèse de Lira (en) (Dioecesis Lirensis) le 12 juillet 1968 par détachement de celui de Gulu.  

## Sont évêques
- 12 juillet 1968-† 12 octobre 1988 : Cesare Asili
- 4 juillet 1989-2 décembre 2003 : Joseph Oyanga
- 2 décembre 2003-1er avril 2005 : siège vacant
- 1er avril 2005-23 novembre 2018 : Giuseppe Franzelli (ou Joseph Franzelli), MCCJ
- depuis le 23 novembre 2018 : Santus Lino Wanok, précédemment évêque de Nebbi

## Sources
- (en) Fiche du diocèse sur catholic-hierarchy.org